# Alice Fletcher

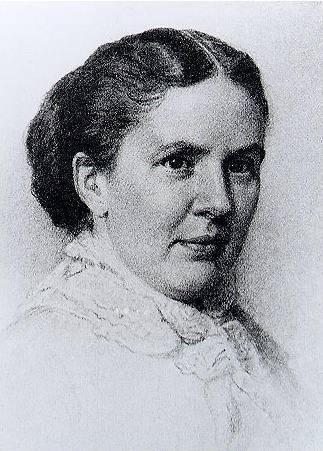
Alice Fletcher etwa 1893

Alice Cunningham Fletcher (* 15. März 1838 in Havanna; † 6. April 1923 in Washington, D.C.) war eine US-amerikanische Ethnologin, die sich mit der Kultur der nordamerikanischen Indianer befasste.

## Leben
Alice Fletchers Vater war ein New Yorker Anwalt, der wegen des milden Klimas nach Kuba zog, um seine Gesundheit zu schonen. Ihre Mutter stammte aus einer angesehenen Bostoner Familie. Nach dem Tod des Vaters 1839 zog die Familie nach Brooklyn Heights, wo sie die Brooklyn Female Academy besuchte und Lehrerin wurde. Sie begann sich, angeregt durch Frederic Ward Putnam, dem Direktor des Peabody Museum of Archaeology and Ethnology in Harvard, der ihr Förderer wurde, für die Kultur der nordamerikanischen Indianer und Archäologie zu interessieren, insbesondere in den Flussgebieten des Mississippi und Ohio und wurde 1879 Mitglied des Archaeological Institute of America. Später unterstützte sie Putnam im Erwerb des archäologischen Geländes des Serpent Mound als geschütztes Gebiet. 1881 unterrichtete sie an der Carlisle Indian Industrial School in Pennsylvania, einem Internat für Indianerkinder, und lebte ab 1881 bei den Sioux (Stamm der Omaha) als Abgesandte des Peabody Museum, um deren Kultur zu erforschen. Unterstützt wurde sie durch die indianische Übersetzerin Susette „Bright Eyes“ La Flesche, die auch schon im Prozess von Standing Bear übersetzte. Sie adoptierte deren Halbbruder Francis La Flesche, mit dem sie eng zusammenarbeitete und der ab 1890 in Washington, D.C. in ihrem Haus wohnte.
1883 war sie Agent der US-Regierung für die Landzuweisung an die Miwoks und 1884 organisierte sie eine Indianerausstellung auf dem World Cotton Centennial in New Orleans. 1886 besuchte sie in offiziellem Auftrag die Ureinwohner in Alaska und den Aleuten und 1887 war sie Bundesagentin für Landzuweisung der Winnebago und Nez Percé (in deren Reservat in Idaho sie auf Widerstand des Häuptlings Chief Joseph stieß, wovon sie sich allerdings nicht abschrecken ließ). Sie kümmerte sich auch um soziale Belange der Indianer, vermittelte kleine Kredite und ermöglichte der Indianerin Susan LaFlesche das Medizinstudium (sie war die erste Indianerin, die in den USA Ärztin wurde). Sie setzte sich auch für den Dawes Act (1887) ein, der Indianern privaten Landbesitz in ihren Reservaten ermöglichen sollte, was sich allerdings für die Indianer negativ auswirkte, da die Reservate zerschlagen wurden (die Landansprüche schrumpften von 150 Millionen Acres beim Dawes Act auf 77 um 1900 bis zu 48 Millionen bei dessen Aufkündigung 1934). 
1882 wurde sie Assistentin in Ethnologie am Peabody Museum und erhielt 1891 dank eines reichen Stifters eine speziell für sie eingerichtete Stellenfinanzierung (Margaret Copley Thaw-Stipendium). 1905 war sie Präsidentin der American Folklore Society und war 1903 Präsidentin der Anthropological Society of Washington. 1923 war sie Vizepräsidentin der American Association for the Advancement of Science.
Eines ihrer Forschungsgebiete war Lieder und Musik der Indianer. Sie gilt mit ihrem Adoptivsohn als Pionierin der ethnologischen Erforschung des Omaha-Stammes, sie befasste sich aber auch mit den Pawnee, Sioux, Chippewa, Nez Percé, Ponca, Winnebago und Cheyenne. 1908 gründete sie die School of American Archaeology in Santa Fe. Sie war 1899 bis 1916 im Herausgebergremium von The American Anthropologist.

## Schriften (Auswahl)
- Indian Story and Indian Song from North America. Boston 1900, Project Gutenberg
- mit Francis La Flesche: The Omaha Tribe. 1911, archive.org
- Indian Games and Dances with Native Songs Arranged from American Indian Ceremonials and Sports. Boston, 1915
- The Hako: A Pawnee Ceremony. 1904, archive.org